# Amphicallia piceosignata
Amphicallia piceosignata là một loài bướm đêm thuộc phân họ Arctiinae, họ Erebidae.